# Садове (Атбасарський район)
Садо́ве (каз. Садовое) — село у складі Атбасарського району Акмолинської області Казахстану. Входить до складу Покровського сільського округу.
Населення — 449 осіб (2021; 688 у 2009, 756 у 1999, 937 у 1989).
Національний склад станом на 1989 рік:
- росіяни — 41 %.